# B·苏达卡
B·苏达卡是印度共产党（毛主义）中央委员会委员，2019年向印度警方自首。

## 生平
奥古·萨特瓦吉（Oggu Satwaji），别名苏达卡（B Sudhakar）、布里亚尔（Buriyar）、基兰（Kiran）、萨拉特（Sarath），来自特伦甘纳邦阿迪拉巴德县尼尔马尔的萨兰加普尔村。1982年至1983年，他在阿迪拉巴德县为印度共产党（马列）人民战争工作，并成为该党的阿迪拉巴德县委员会书记。他自2013年起任印度共产党（毛主义）中央委员会委员。他成为党的出版部门负责人。他领导切蒂斯格尔邦和贾坎德邦的几个县的活动。他的妻子Neelima别名Madhavi，也是毛主义活动家，精通计算机操作，负责管理党的账务，帮助丈夫执行行动。据报道，苏达卡希望将他从矿产资源丰富的贾坎德邦勒索来的钱投资于房地产。苏达卡及其妻子于2019年2月11日向特伦甘纳邦警方自首。
苏达卡自首时是党的东部地区局的关键成员，并参与比哈尔邦—贾坎德邦特别地区委员会。他的前妻、印共（毛）中央委员纳尔默达·阿卡2012年12月4日被警察枪杀。